# Justify My Love
Justify My Love a fost primul single al Madonnei de pe albumul greatest hits din 1990, The Immaculate Collection, lansat pe 6 noiembrie 1990. A stârnit o mare controversă datorită videoclipului care conținea scene de sexualitate explicită, fiind interzis pe MTV. Acest lucru a ofensat-o pe cântăreață, apărând în emisiunea Nightline de pe ABC pentru a-l apăra. Discul single a fost lansat și ca single video, devenind cel mai vândut single video al tuturor timpurilor.
Piesa a ajuns pe locul 1 în Statele Unite, și a atins top 5 în majoritatea clasamentelor în care a intrat.

## Videoclipul
Videoclipul a fost filmat în Royal Monceau Hotel din Paris, într-o singură zi
Madonna a făcut aluzie la bisexualitate în câteva dintre videoclipurile sale, atingând punctul culminant în sărutul dintre două femei din „Justify My Love”, fiind numit de scriitoarea americană Camille Paglia „o sarabandă delicioasă între sadomasochism și travestit”. Cântăreața a restaurat erotismul lesbian, ca răspuns la continuul erotism heterosexual. Acesta a fost inspirat de filmele artistice europene din anii '50 și '60, arătând bisexualitatea și experimentarea sexuală ca o eliberare de la categoriile sexuale false și restrânse. Printre filmele care au inspirat videoclipul se numără The Night Porter și The Damned. Madonna a declarat pentru revista People:
„Cred că videoclipul este romantic și are umor. De ce vor oamenii să se ducă la un film să vadă pe cineva făcut bucăți fără motiv, dar nimeni nu vrea să vadă două fete sărutându-se sau doi bărbați ghemuindu-se unul lângă altul”—Madonna.
MTV a ales să nu difuzeze videoclipul din cauza conținutului sexual. Caseta video cu videoclipul a fost pusă în vânzare înainte de Crăciun.
Videoclipul a fost difuzat pentru prima dată necenzurat pe joi, 29 noiembrie 1990 pe The Jukebox Network. Luni, 3 decembrie, acesta a fost difuzat de emisiunea „Nightline” de pe ABC, urmat de un interviu în care Madonna și-a apărat videoclipul. Ratingurile pentru ediție au fost cele mai mari ale anului respectiv.

## Premii și recunoașteri
| Anul | Ceremonia                        | Premiul                                          | Rezultatul |
| ---- | -------------------------------- | ------------------------------------------------ | ---------- |
| 1990 | The 1990 Pazz & Jop Critics Poll | Videos                                           | Locul 1    |
| 1990 | The 1990 Pazz & Jop Critics Poll | Singles                                          | Locul 8    |
| 2009 | DigitalDreamDoor.com             | Greatest Music Videos                            | Locul 59   |
| 2009 | Billboard                        | Cântecele de top ale Madonnei                    | Locul 5    |
| 2010 | Blender                          | 10 Steamiest Music Video Ever                    | Locul 2    |
| 2011 | FUSE                             | 100 Sexiest Videos of All Time                   | Locul 1    |
| 2012 | HitFix                           | Top 10 Greatest Madonna Music Videos of All Time | Locul 2    |